# Sally Kornbluth

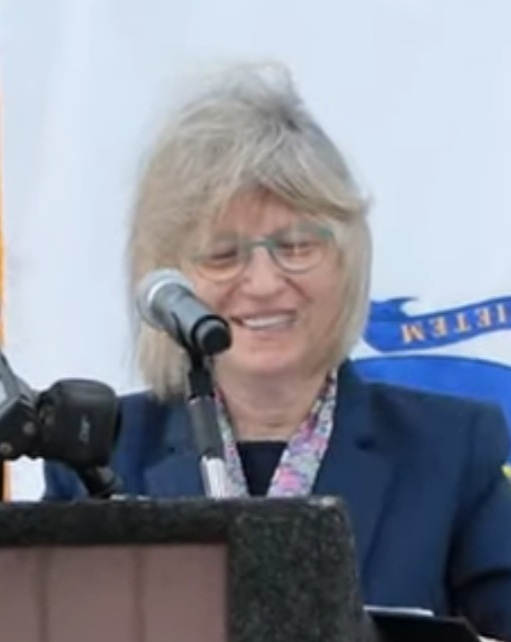
Sally Kornbluth (2023)

Sally Ann Kornbluth (* 1961) ist eine Zellbiologin, die seit Januar 2023 das Amt der 18. Präsidentin des Massachusetts Institute of Technology innehat.
Kornbluth war zuvor von 2014 bis 2022 Provost der Duke University und von 2006 bis 2014 Vizedekan für Grundlagenwissenschaften der Duke University School of Medicine.
Während Sally Kornbluths Amtszeit als Prorektorin der Duke University hat die Universität eine Klage des Justizministeriums wegen angeblicher Verstöße gegen den False Claims Act beigelegt. In der Klage ging es um den Vorwurf, dass die Duke University bei Anträgen auf Forschungszuschüsse der National Institutes of Health (NIH) und der Environmental Protection Agency (EPA) gefälschte Daten eingereicht habe. Der im März 2019 bekanntgegebene Vergleich verpflichtete die Duke University zur Zahlung von 112,5 Mio. USD an die Regierung, um die Vorwürfe auszuräumen.

## Jugend und Ausbildung
Kornbluth ist in Fair Lawn, New Jersey, aufgewachsen. Ihre Mutter, Marisa Galvany, war Opernsängerin.
Kornbluth erwarb 1982 einen Bachelor of Arts mit Schwerpunkt Politikwissenschaften am Williams College und 1984 einen Bachelor of Science mit Schwerpunkt Genetik am Emmanuel College in Cambridge. 1989 promovierte sie an der Rockefeller University zum Doktor der Philosophie in molekularer Onkologie.
Während ihres Studiums am Emmanuel College, Cambridge, war sie Herchel-Smith-Stipendiatin. Während ihres Studiums an der Rockefeller University arbeitete sie im Labor von Hidesaburo Hanafusa und absolvierte eine Postdoc-Ausbildung bei John Newport an der University of California, San Diego.

## Karriere
Kornbluth wurde 1994 Mitglied des Lehrkörpers der Duke University. Von 2006 bis 2014 war sie Vizedekanin für Grundlagenwissenschaften an der Duke University School of Medicine. Ihre Forschungsschwerpunkte sind Zellwachstum und programmierter Zelltod sowie die Frage, wie Krebszellen die Apoptose umgehen. Sie interessiert sich auch für die Rolle des programmierten Zelltods bei der Regulierung der Dauer der weiblichen Fruchtbarkeit bei Wirbeltieren. Der programmierte Zelltod soll hierbei über einen Mechanismus, der von Caspase-2 gesteuert wird, gewährleistet werden.
Im Jahr 2012 erhielt sie den Basic Science Research Mentoring Award der Duke School of Medicine und 2013 den Distinguished Faculty Award der Duke Medical Alumni Association. Im Jahr 2013 wurde sie zum Mitglied des Institute of Medicine gewählt.
Im Jahr 2014 wurde sie nach einer landesweiten Ausschreibung zur Prorektorin der Duke University gewählt und war damit die erste Frau in dieser Funktion. Als Prorektorin begleitete sie einen Führungswechsel, bei dem weibliche Dekane in Duke zur Mehrzahl wurden. Kornbluth ist eine Verfechterin der geisteswissenschaftlichen Ausbildung und hat erklärt, dass ihre eigenen Erfahrungen mit einer geisteswissenschaftlichen Ausbildung am Williams College sie zu einer Karriere in den Wissenschaften geführt haben.
In ihrer Funktion als Vorsitzende des Kuratoriums der Duke Kunshan University hat Kornbluth die Ernennung von Al Bloom zum Executive Vice Chancellor der Universität im Jahr 2020 und die Gründung des WHU-Duke Research Institute in Zusammenarbeit mit den Universitäten Duke University und Wuhan-Universität im Jahr 2014 begleitet. Seit 2020 ist Kornbluth Mitglied der American Academy of Arts and Sciences.
Im Jahr 2022 wurde Kornbluth zur 18. Präsidentin des Massachusetts Institute of Technology gewählt und trat 2023 die Nachfolge von L. Rafael Reif in dieser Funktion an.
Nach dem von der Hamas angeführten Terrorangriff der Hamas auf Israel am 7. Oktober 2023 wurden Kornbluth und andere Universitätspräsidenten kritisiert, weil sie es versäumt hatten, sich mit Antisemitismus auf dem Campus auseinanderzusetzen und für das Versäumnis, die Angriffe in angemessener Weise zu verurteilen. Bei einer Kongressanhörung zum Antisemitismus wurden sie und die Präsidentinnen der University of Pennsylvania  Liz Magill und der Harvard University Claudine Gay aufgefordert, über den Antisemitismus an ihren Universitäten auszusagen. Auf die Frage, ob Aufrufe zum Völkermord an Juden nach den Universitätsrichtlinien eine Belästigung darstellen, antwortete sie: „Wenn sie auf Einzelpersonen abzielen, nicht auf öffentliche Äußerungen.“